# Dames-Comité ter Bevordering van de Evangelieverkondiging en de Afschaffing der Slavernij
Dames-Comité ter Bevordering van de Evangelieverkondiging en de Afschaffing der Slavernij, var en nederländsk organisation, grundad 1856.  Syftet var att verka för avskaffandet av slaveri i Nederländerna, specifikt i dess kolonier. Fokus riktade sig främst mot Surinam, inte Nederländska Ostindien. Det var den första organisationen för avskaffandet av slaveriet i Nederländerna som var öppen för kvinnor och den första där kvinnor organiserade sig politiskt. Det var en av de två stora föreningarna för avskaffandet av slaveriet. 

## Historik
Efter att den holländska översättningen av "Onkel Toms stuga" publicerades 1853 vaknade åter intresset för abolitionism i Nederländerna. 
Nederlandsche Maatschappij ter Bevordering van de Afschaffing der Slavernij (NMBAS) återupptog vid samma tid sin kampanj efter tio års overksamhet. NMBAS tog dock inte emot kvinnliga medlemmar. Den första abolitionistorganisation som tog emot kvinnliga medlemmar, Dames-Comité ter Bevordering van de Evangelieverkondiging en de Afschaffing der Slavernij, bildades därför av Anna Amalia Bergendahl 1856.
Kvinnokommitténs verksamhet gick ut på att be och anordna hantverkslotterier. Medlemmarna utförde "prydligt handarbete" som "vitt broderi, virkning och stickning, påsminkade klädesplagg, lämpliga att distribuera till behövande, och ytterligare böcker, bilder, prydnader, teckningar, smycken, etc". Med intäkterna från lotteriet köpte kvinnorna slavar i Surinam och frigav dem. 1856 återfick 79 slavar sin frihet.
Föreningen sände också att in petitioner om slaveriets avskaffande. Tack vare all uppmärksamhet nådde slaverifrågan  representanthuset. År 1855 lovade regeringen slutligen att lägga fram ett lagförslag om avskaffande. Slaveriet avskaffades så småningom med Emancipation Act från 1863.